# Parauchenoglanis monkei
Parauchenoglanis monkei es una especie de pez de la familia Claroteidae en el orden de los Siluriformes.

## Morfología
• Los machos pueden llegar alcanzar los 24,5 cm de longitud total.

## Alimentación
Come larvas de insectos, crustáceos y peces.

## Hábitat
Es un pez de agua dulce y de clima tropical.

## Distribución geográfica
Se encuentran en África: desde el río Ouémé (Benín) hasta los ríos  Sanaga y  DJA en Camerún.